# Mycalesis nebulosa
Mycalesis nebulosa är en fjärilsart som beskrevs av Felder 1867. Mycalesis nebulosa ingår i släktet Mycalesis och familjen praktfjärilar. Inga underarter finns listade i Catalogue of Life.